# Hyphoraia maculania
Hyphoraia maculania är en fjärilsart som beskrevs av Lang 1789. Hyphoraia maculania ingår i släktet Hyphoraia och familjen björnspinnare. Inga underarter finns listade i Catalogue of Life.